# Alonso de Guzmán
Alonso de Guzmán fue un sacerdote católico español y obispo de la provincia de Honduras entre 1532 y 1535 en la denominada diócesis de Comayagua; la cual primeramente estaba en la ciudad de Trujillo y seguidamente fue trasladada a la villa de Santa María de la Nueva Valladolid de Comayagua. Fue sucedido por el obispo Cristóbal de Pedraza.
| Predecesor: Alfonso de Talavera | Obispo de Comayagua 1532 – 1535 | Sucesor: Cristóbal de Pedraza |

- Datos: Q5670336